# Ida (rzeka)
Ida – rzeka we wschodniej Słowacji, w dorzeczu Dunaju. Długość 57 km. 
Ida ma źródła w Paśmie Kojszowskiej Hali w Górach Wołowskich. Wypływa na wysokości ok. 940 m n.p.m. na południowych stokach grzbietu, biegnącego od szczytu Kojszowskiej Hali w kierunku zachodnim, na terenie katastralnym wsi Zlatá Idka. Początkowo płynie w kierunku południowo-wschodnim, następnie południowym, po czym szerokim łukiem skręca o 90 stopni w prawo i płynąc na zachód wpada do Bodvy w okolicach wsi Žarnov i Peder, w obrębie Kotliny Koszyckiej. W górnym biegu (na zachód od Koszyc) przepływa przez dwa sztuczne zbiorniki wodne: Bukovec i Pod Bukovcom.